# Rochus Schüch
Rochus Schüch (também: Schiech, Schuch; * 15 de Agosto de 1788 em Ranigsdorf perto da Morávia Trübau, Morávia; † 4. De Março de 1844 no Brasil) foi um professor de matemática e ciências naturais no Ginásio de Opava (Opava), mineralogista e professor depois arquiduquesa Leopoldina e curador do Museu Imperial de História Natural.
Ele viajou a pedido da arquiduquesa com a primeira expedição ao Brasil em 1817 e tornou-se seu bibliotecário no Rio. No palácio imperial, ele expôs uma pequena coleção de história natural com Leopoldina, base para o posterior Museu Nacional do Brasil. Schüch era membro do Instituto Brasileiro de Geografia (IHGB), era chamado no Brasil de Roque Schuch, e mais tarde também foi professor do filho de Leopoldina,Dom Pedro II, com o filho de Schüch, Wilhelm Schüch ou Guilherme Schuch, o posterior Barão de Capanema, era amigo.
Sua extensa coleção de plantas brasileiras pode ser encontrada no departamento botânico do Museu de História Natural de Viena. Schüchs nome vive em nome de uma espécie do nome do gênero Prince Eugen da família da família Myrtle - Eugenia schuechiana - em. Rochus Schüch morreu no Brasil em 1844.

## Literatura
- F. Hillbrand-Grill: Schüch (Schiech, Schuch) Rochus. In: Österreichisches Biographisches Lexikon 1815–1950 (ÖBL). Volume 11, Academia Austríaca de Ciências, Viena 1999, ISBN 3-7001-2803-7, S. 285 f. (Links diretos para S. 285, S. 286). Em: Léxico biográfico austríaco 1815-1950 (ÖBL). banda   11, Verlag der Österreichischen Akademie der Wissenschaften, Viena 1999, ISBN 3-7001-2803-7 , p.   285   f.   (Links diretos para p.   285 , p.   286 ).